# Popstars

Logo do programa.

Popstars foi um programa de televisão do gênero talent show criado na Nova Zelândia em 1999, tendo versões produzidas em diversos países. Seu formato lembra ao de um show de calouros, no qual os candidatos são submetidos a avaliações, ocorrendo as eliminações pouco a pouco. O programa serviu de base para a criação de outros talent shows similares como o Ídolos e o Fama, com a diferença de que Popstars seleciona uma banda, e não apenas um cantor.

## Popstars Brasil
Foi uma versão do formato neozelandês Popstars, produzido pela companhia RGB Entertainment (mesma produtora que produziu a versão argentina do programa) e exibido nas emissoras SBT e Disney Channel.   

Rouge é um girl group brasileiro de música pop com cinco integrantes: Fantine Thó, Aline Wirley, Lu Andrade, Li Martins e Karin Hils.

O programa estreou em 27 de abril de 2002 e deu origem ao grupo Rouge.
Formado por cinco integrantes: Aline Wirley, Fantine Thó, Karin Hils, Li Martins e Lu Andrade.
Houve a 2ª temporada, que foi a versão masculina do programa Popstars. Estreou no dia 12 de julho de 2003, e deu origem a boy band Br'oz. 
Formado por cinco integrantes: Matheus Herriez, Oscar Tintel, Filipe Duarte, Jhean Marcell e André Marinho

## Popstars Portugal
Em Portugal, o programa foi produzido e emitido pela SIC. Revelou o girl group Nonstop, que representou Portugal no Festival da Eurovisão de 2006. As Nonstop tiveram grande êxito, junto dos adolescentes portugueses, com os singles "Ao Limite Eu Vou" (2001) e "Tudo Vai Mudar" (2004). A canção escolhida para as Nonstop interpretarem no Festival foi "Coisas de Nada". Portugal não conseguiu uma boa classificação, mas os milhares de fãs da girlsband vibraram com a sua actuação. As Nonstop cantam também "Playback", um tema cantado, por Carlos Paião, um compositor e cantor português, que já faleceu. "Ao Limite Eu Vou", foi a música mais tocada no ano de 2002/2003.

## Popstars pelo mundo

### África
- África do Sul
  - 101

- Uganda
  - Blu*3

### Américas
- Argentina
  - Bandana
  - Mambrú

- Brasil - Popstars Brasil
  - Rouge
  - Br'oz

- Canadá
  - Sugar Jones
  - Velvet Empire
  - Christa Borden

- Colômbia
  - Escarcha
- Carolina Gaitán

- Equador
  - Kiruba (atualmentea Hada 4)
  - La Coba

- Estados Unidos
  - Eden's Crush
  - Scene23

- México
  - T' De Tila

### Ásia
- Índia
  - Viva
  - Aasma

- Indonésia
  - Sparx

- Malásia
  - By'U

### Europa
- Alemanha
  - No Angels
  - Bro'Sis
  - Overground
  - Preluders
  - Nu Pagadi
  - Monrose
  - Room2012
  - Queensberry
  - Some & Any

- Bélgica
  - Vanda Vanda

- Dinamarca
  - EyeQ
  - Maria Lucia
  - Fu:El
  - Jon Nørgaard

- Eslovênia
  - Bepop
  - Unique

- Espanha
  - Bellepop

- Finlândia
  - Gimmel
  - Indx
  - Jane

- França
  - L5
  - Whatfor
  - Diadems
  - Linkup
  - M. Pokora (ex-membro do Linkup)
  - Sheryfa Luna

- Grécia
  - Hi-5

- Hungria
  - Sugar & Spice

- Irlanda
  - Six

- Itália
  - Lollipop
  - LuckyStar

- Noruega
  - Cape

- Países Baixos
  - Follow That Dream
  - K-Otic
  - Men2B
  - Raffish
  - RED!

- Portugal
  - NonStop

- Reino Unido
  - Hear'Say
  - Liberty X (finalistas)
  - Darius Danesh (finalista)
  - Girls Aloud
  - One True Voice
  - Clea (finalistas)
  - Javine (finalista)
  - LoveShy (ex- Clea)
  - Phixx (finalistas)
  - The Cheeky Girls

- Roménia
  - Cocktail
  - Bliss

- Rússia
  - Drugie Pravila

- Suécia
  - Excellence
  - Supernatural
  - Johannes Kotschy

- Suíça 
  - Tears

- Turquia
  - Abidin
  - Selçuk
  - Simge
  - Hasret

### Oceania
- Austrália
  - Bardot
  - Scandal'Us
  - Scott Cain
  - Danielle Stearman (vice de Scott Cain em Popstars 3)
  - Kayne Taylor

- Nova Zelândia
  - TrueBliss

## Participantes Notórios
- A atriz colombiana Carolina Gaitán participou da versão colombiana do programa, sendo uma das vencedoras,ao deixar a carreira musical,ela interpretou a antagonista principal da novela juvenil Isa TK+,exibida pela Nicklodeon e atualmente é protagonista da novela Sin senos sí hay paraíso da Telemundo.

- A atriz Marjorie Estiano, participou da edição de 2002, sendo aprovada nas primeiras fases, mas logo foi eliminada, mas após a eliminação conseguiu consolidar a carreira de atriz,se tornando a antagonista da décima primeira temporada de Malhação na Rede Globo.Marjorie ainda se tornaria protagonista de algumas tramas da emissora como;Duas Caras (2007) e A Vida da Gente (2011).

- A atriz mexico-americana Ana Brenda Contreras participou da edição mexicana do programa, sendo uma das vencedoras. Após o fim do grupo T'de Tila, decidiu dedicar-se a atuação e hoje é uma atriz consagrada no México, sendo protagonista de Juro que te amo, La que no podía amar, Corazón indomable, Lo imperdonable y Por amar sin ley e papeis de importância como em Barrera de amor, Duelo de pasiones, Sortilégio e Teresa

## Alterações/adaptações do formato
- O formato do programa foi inspirado no processo de seleção que formou a girlband japonesa Morning Musume.

- No Popstars Alemanha, quase todos os workshops foram feitos no exterior: Espanha (1ª, 2ª e 10ª temporadas), Estados Unidos (3ª, 8ª e 9ª  temporadas), Suíça (4ª temporada), Austria (5ª temporada) e Egito (7ª temporada). A única temporada que teve o workshop na Alemanha foi a 6ª temporada.

## Retorno dos Grupos
- No ano de 2016 o grupo formado pelo Popstars da Argentina,o Bandana se reuniu novamente , lançando um CD intitulado "Bandana la vuelta" com a regravação de seus principais sucessos porém sem uma das integrantes, a colombiana Ivonne Guzman, que acabou não retornando ao grupo por motivos pessoais.

- Nos dias 13 e 14 de Outubro de 2017,o grupo Rouge realizou os dois primeiros  shows em mais de 15 anos desde o seu fim oficial em 2005.O grupo se apresentou com as cinco integrantes originais.Cabe ressaltar que estes foram os primeiros shows desde 31 de janeiro de 2004, sendo o ultimo show em Juazeiro do Norte - CE onde a Luciana se apresentou e em 11 de fevereiro de 2004,em que Luciana Andrade se separou do grupo.